# Letteratura della diaspora
(Cristina Ali Farah)
Per letteratura della diaspora si intende l'insieme di opere prodotte da autori che per motivi individuali e collettivi, vivono una situazione di diaspora, quasi sempre da paesi terzi verso l'Occidente, e che nei loro testi la descrivono facendone in molti casi materia esclusiva della propria produzione.
La lingua utilizzata è quella del paese in cui gli autori vivono la loro diaspora, una lingua rivisitata creativamente attraverso la cultura d'origine degli autori.
Troviamo una letteratura della diaspora in lingua inglese, francese, portoghese, italiana, ecc.
Tale tipo di letteratura, è stata alla base della nascita di molte delle letterature africane contemporanee scritte, e conosce con la fine del colonialismo, le migrazioni e la globalizzazione - insieme al cinema, la musica, le arti visive della diaspora - una rapida e feconda diffusione.
Si tratta comunque di una definizione in fieri e molto ampia, legata alle diaspore storicamente più conosciute e studiate, ma anche alle diaspore create dalle migrazioni.

## Rapporto con le letterature dei paesi d'origine
Spesso gli autori della diaspora provengono da paesi in cui la tradizione letteraria è prevalentemente orale, e l'accesso alla letteratura in senso occidentale (legata essenzialmente all'oggetto-libro) implica una rottura e una serie di riposizionamenti, che M. A. Salhi (2005) definisce "de-localizzazioni":
- Delocalizzazione grafica, vale a dire il passaggio dalla recitazione o canto alla produzione di testi scritti;
- Delocalizzazione linguistica: spesso i testi sono nella lingua del paese d'emigrazione (non di rado la lingua del paese colonizzatore: francese, inglese, portoghese). Può trattarsi sia di testi completamente nuovi, di argomento moderno, sia della "traduzione" in un'altra lingua di testi orali della propria cultura d'origine.
- Delocalizzazione stilistica: l'adozione dello scritto implica anche l'adozione di stili ad esso connessi, con l'abbandono di tutto quanto contribuisce, nel testo orale alla comprensione del discorso (ripetizioni, onomatopee, gesti, formule di vario genere vengono sostituiti da testi maggiormente "espliciti" per un pubblico che non sempre condivide la cultura del produttore del testo)
- Delocalizzazione di genere: ogni cultura orale ha i propri "generi" letterari, che sono di norma ben diversi da quelli "codificati" per la letteratura scritta. L'esempio più macroscopico è la ripartizione abbastanza netta che si fa di solito tra poesia e canto, con una separazione che di norma è assente (o molto più sfumata) nelle culture orali, in cui il testo "vive" solo se recitato in modo esteticamente piacevole e raramente è del tutto disgiunto da qualche forma di musicalità. Di fatto, nella letteratura della diaspora andrebbero compresi anche molti cantanti e cantautori, e non solo gli "scrittori". Un caso emblematico è quello di Taos Amrouche, che fu al contempo scrittrice di lingua francese e cantante nella propria lingua d'origine (il berbero).
- Delocalizzazione intertestuale: col mutare delle condizioni di composizione e del pubblico cui è rivolto il testo, mutano anche i riferimenti intertestuali. Le allusioni a testi già noti al proprio pubblico prende sempre più in considerazione gli spazi letterari del paese d'emigrazione, anche se non sempre viene meno il richiamo a espressioni culturali del paese d'origine.

## Oralità e impatto della tecnologia
Molta della produzione letteraria legata alla diaspora riprende temi della tradizione orale della cultura di provenienza dell'autore, spesso una cultura femminile. Tradizione che vede nel racconto e nella performance la sua centralità. Oralità che trova nei mezzi tecnologici - il telefono, l'internet - un mezzo di trasmissione e di approdo alla forma scritta.
Tale approdo alla forma scritta risulta comunque un'operazione parziale, in cui risulta difficile riprodurre l'intera gamma e ricchezza di forme espressive, legate alla performance e allo scambio, in cui le tradizionali classificazioni europee della produzione letteraria saltano e vanno a confondersi l'una nell'altra.
Per ulteriori informazioni sull'impatto della tecnologia nella produzione orale somala, vedere anche il sottoparagrafo Internet e la diaspora somala all'interno della voce Somalia.

## La lingua degli autori della diaspora
In molti casi riferibili all'Africa contemporanea, la diaspora è una diaspora colta, e la sua produzione letteraria getta i semi della produzione letteraria anche nella madrepatria; un esempio è offerto dalla letteratura capoverdiana, inizialmente sviluppata in portoghese e non in creolo capoverdiano.
La lingua diventa un "bagaglio" dell'autore, parte integrante ed inscindibile della sua identità, bagaglio in cui la lingua del paese di destinazione va a ibridarsi a quella della cultura di provenienza, fornendo all'autore mezzi inediti per esprimere il proprio vissuto e la propria realtà.
Nel contesto africano, la letteratura è un esercizio che si appoggia al colonialismo, verso cui l'atteggiamento risulta schizofrenico. L'uso di una lingua non propria porta all'elaborazione di strategie tese a trovare un mezzo di espressione efficace.